# Kathá-sarit-ságara

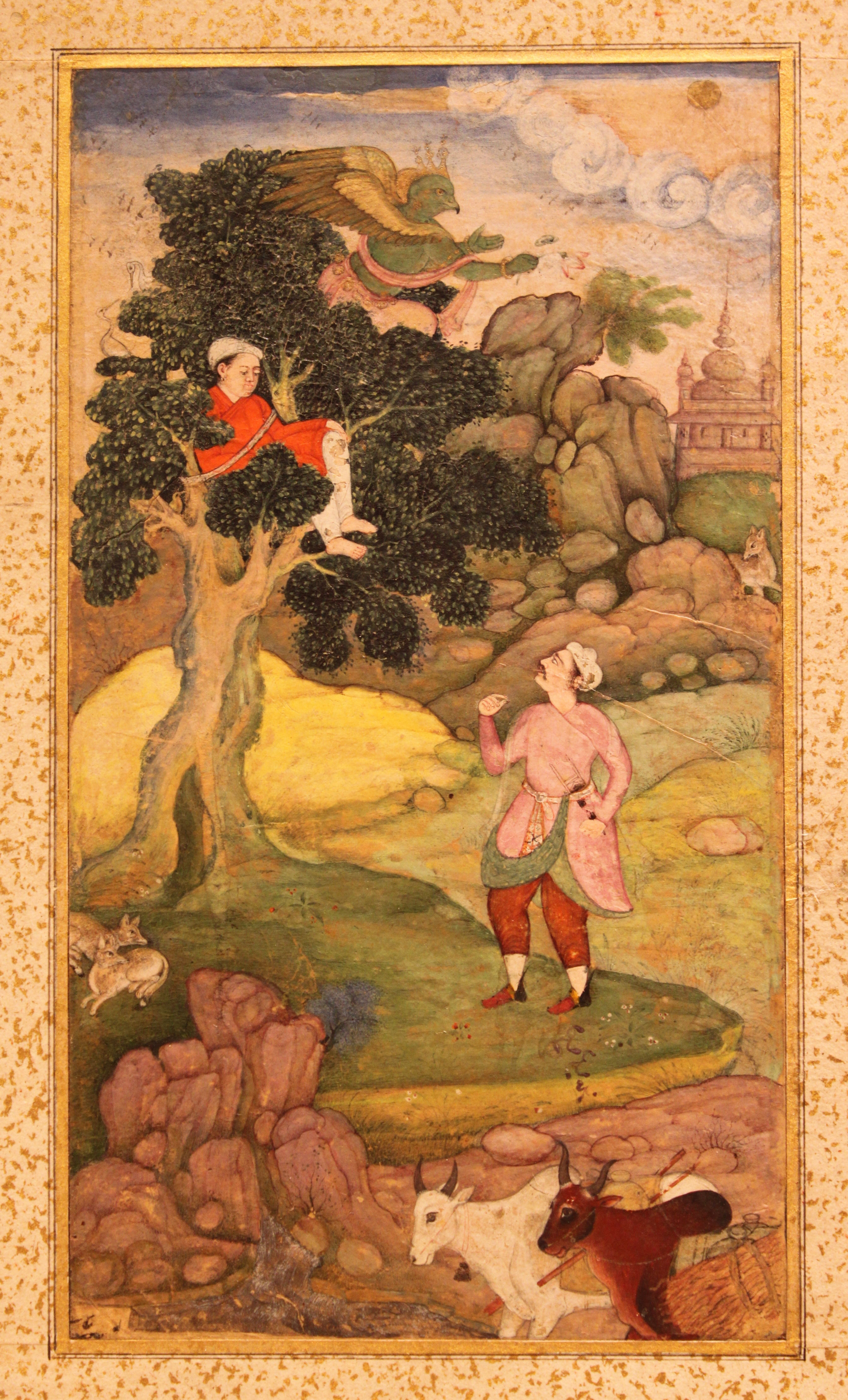
Ilustración de autor anónimo del Katha-sarit-sagara de principios del siglo XVII.

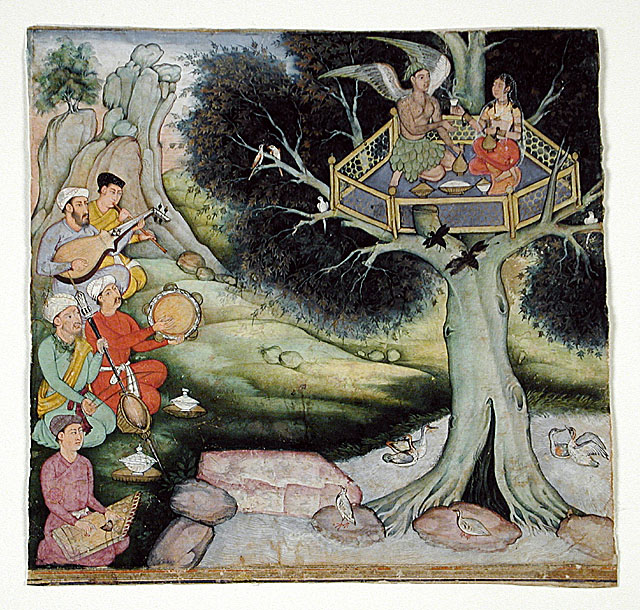
«Somaprabha y una ninfa celestial escuchan música». Ilustración de autor anónimo, de un Katha-sarit-sagara de 1590 comprado en Lahore (Pakistán).

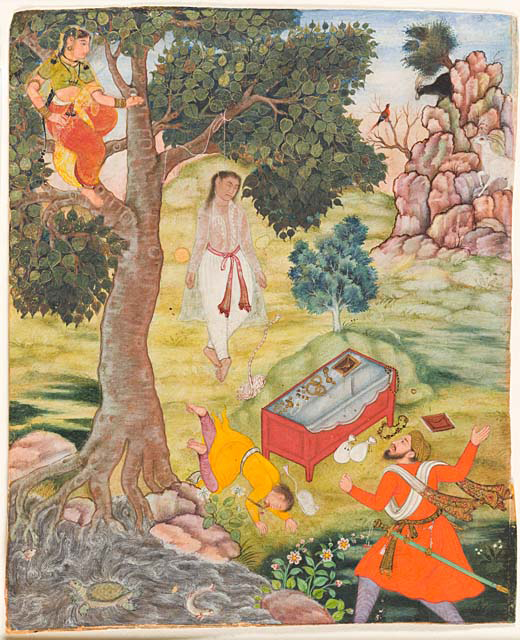
«La historia del astuto siddhikari». Ilustración de autor anónimo, de un Katha-sarit-sagara de 1590 comprado en Lahore (Pakistán).

Kathá-sarit-ságara (El océano de ríos de leyendas), del siglo XI d. C., es una famosa colección de mitos indios, leyendas populares, fábulas y cuentos de hadas recopilados por un brahmán sivaísta llamado SomaDeva Bhatta.
- kathāsaritsāgara, en el sistema AITS (alfabeto internacional para la transliteración del sánscrito).
- कथासरित्सागर, en escritura devanagari del sánscrito.
- Pronunciación: /katá sarit ságara/.[1]
- Etimología: kathá: charla, conversación, fábula (a sabiendas ficticia), sarit: ‘río’, sāgara: ‘océano’, nombrado así por el rey BhaguiRatha en honor a su hijo Sagara.[1]

## Autor
Del autor solo se sabe que el nombre de su padre era RamaDeva Bhatta. La obra fue compilada para el entretenimiento de la reina Suriamati, esposa del rey Anantadeva de Cachemira, que reinó entre 1063 y 1081.

## Composición
Se compone de 18 libros, que contienen más de 21 000 versos en 124 capítulos, además de secciones en prosa. La historia principal es la narración de las aventuras de Naravahanadatta, hijo de un legendario rey Udayana. Un gran número de cuentos se construyen en torno a esta historia central, lo que la convierte en la mayor colección existente de los cuentos de la India.
El libro 10 contiene copias del Pancha-tantra, y
el libro 12 contiene partes del Vetala-pancha-vimsati, o Baital Pachisi.
Se cree que el Kathá-sarit-ságara deriva del Gunadhya-brijat-kathá, escrito en el dialecto paisachí del sur de la India. También tiene similitudes con un Brijat-kathá sloka-samgraja de un tal Buddha Swami (de Nepal). Al igual que el Panchatantra, todas estas fábulas viajaron a muchas partes del mundo.
La única traducción completa al inglés ―y, al lo menos hasta los años sesenta, la única traducción completa en cualquier idioma europeo― es la de Charles Henry Tawney (1837-1922), publicado en dos volúmenes (1300 páginas en total) en 1880.
En 1924, N. M. Penzer, amplió considerablemente esta información, con notas adicionales y comentarios, comparando las historias de diferentes culturas, y lo publicó en diez volúmenes (como una «edición privada solo para suscriptores»).

## Traducciones
- Charles Henry Tawney (1837-1922): The Kathāsaritsāgara; or Ocean of the streams of story, 1880.
  - Volumen 1 (de 2)
  - Volumen 2 (de 2).
- N. M. Penzer: The ocean of story, being C. H. Tawney’s translation of Somadeva’s «Katha sarit sagara» (or ‘Ocean of streams of story’). Londres: Chas. J. Sawyer (publicado solo para suscriptores), 1924.
  - Volumen 1 (de 10).
  - Volumen 2 (de 10).
  - Volumen 3 (de 10).
  - Volumen 4 (de 10).
  - Volumen 5 (de 10).
  - Volumen 6 (de 10).
  - Volumen 7 (de 10).
  - Volumen 8 (de 10).
  - Volumen 9 (de 10).
  - Volumen 10 (de 10).
- Sir James Mallinson (trad.): The ocean of the rivers of story. Clay Sanskrit Library, 2009.
  - Volumen 1 (de 7) Archivado el 3 de noviembre de 2011 en Wayback Machine.
  - Volumen 2 (de 7). Archivado el 9 de noviembre de 2011 en Wayback Machine.
- Arshia Sattar (trad.): Tales from the Kathasaritsagara includes key selections from the Kathasaritsagara. Penguin Classics, 1997.
- Radhavallabh Tripathi (trad.): Katha Sarit Sagar (en hindi). National Book Trust. ISBN 978-81-237-1431-8.
- Sri Muktiparamartha (trad.): «The travels of Pandit Ganja Deen, the sadhaka», tomado de un fragmento del Brijat-kathá de Gunadhya, de donde derivó el Kathá-sarit-ságara. West Geelong (Australia): Gamahucher Press, 2011.